# 東京都立高等学校
東京都立高等学校（とうきょうとりつ こうとうがっこう、英語: Tokyo Metropolitan High School）は、東京都が設置・運営する公立高等学校の総称。略称は都立高校など。
なおかつては高等学校令による旧制高等学校として「都立高等学校」が存在していた。第二次大戦中の1943年（昭和18年）、東京都制による東京府と東京市の廃止および東京都設置に伴い校名を「府立高等学校」から「都立高等学校」へ改称した。戦後の学制改革により同校の高等科は東京都立大学（現：同名の大学）の母体の一つとなり、尋常科は東京都立大学附属高等学校（現：東京都立桜修館中等教育学校後期課程）となった。

## 概況
東京都教育委員会（以下、「都教委」）が管轄する。数は186校（2023年4月時点）。2023年3月の都立高校卒業者数は40,335人（参考：全国の高等学校卒業者数は990,230人）、うち大学等進学者数24,213人（参考：全国の進学者数は588,919人）で進学率は60.0%（参考：全国の進学率は59.5%）となっている。
改革に先駆的に取り組むことが多く、他の公立高校へ与える影響が大きい（例えば奉仕活動について、2007年度から授業計画に組み込まれている。同じ時点で国は、教育再生会議で検討している段階）。

## 都立以外の公立高校
東京都が直接管轄しない公立高校に相当する学校としては2023年現在、東京都千代田区立九段中等教育学校の後期課程（旧：東京都立九段高等学校）がある。同校後期課程は高等課程の教育施設としては日本唯一の「区立」である。
他県で見られる市立高校は東京都にはない。なお戦前は、1943年7月1日に施行された都制施行（東京府と東京市の合併）になるまで、「東京市立」（旧制）中学校・高等女学校がいくつか在った。合併して東京市が廃止されたことで「東京市立」は全て「東京都立」に改称された。また、旧：東京府内の他市には市立中学校が元々存在しなかったため、これを以って新制・東京都内から「市立」を冠する旧制中学校が自動的に消滅し、現在に至っている。

## 歴史
都立高校の中でも、東京府立の旧制中学、特にナンバースクールを母体とする高校（日比谷高校：旧制府立一中、西高校：旧制府立十中、戸山高校：旧制府立四中、新宿高校：旧制府立六中、小石川高校：旧制府立五中、両国高校：旧制府立三中など）からは、1950年代から60年代にかけ、東京大学をはじめとする名門大学に多くの卒業生が進学しており、その人数は、当時の一般的な私立高校よりも多かった。
ところが、1965年（昭和40年）の年末に進学指導を禁止する小尾通達が出され、時を同じくして小尾乕雄教育長の下、1967年から都立高校入試において学区合同選抜制度に替えて学校群制度を導入することが決まり状況は変わる。小尾は当時の雑誌の寄稿の中で「有名校病を打たなければならない。」「富士山よりも八ヶ岳」等と記しており、学校群制度は生徒数増に対応した機会均等化を目指したものであるといわれている。また、当時すでに都市部では進行していた学歴信仰へのアンチテーゼという思想も背景にあったと見られる。
結果、優秀な受験生は国立・私立の進学校に流れ、都立高の各進学校は進学実績において凋落した。国立・私立の進学校における高校入試、中学入試が発達し、学費が公立高校より高額である私立学校や塾に通わせられる富裕層が受験に有利となる構図を引き起こした。教育の機会非均等、受験戦争の低年齢化を引き起こした学校群制度を含む都立高校の制度に関する改革は当初の目的と相反する結果を招き、都立高校回避の気運が一部の都民の間に拡がった。
また、各高校に設置されていた補習科の廃止により浪人生への指導等も禁止されたため、高い授業料を払って予備校に通わなければならなくなった。
こうした状況を踏まえ、1982年に東京都は学校群制度を廃止し、かつての学区合同選抜制度に類似したグループ合同選抜制度を導入した。さらに1994年には単独選抜制度に移行した。

### 東京都立高等学校改革
2001年（平成13年）以降、石原慎太郎東京都知事（当時。2012年に任期途中で退任）によって、「都立復権」をスローガンに東京都立高等学校改革が実施されている。「小尾通達」により停止されていた進学指導を正式に打ち出し、学区の撤廃、自校作成問題の導入に代表される入試制度改革、進学指導重点校・進学指導特別推進校・進学指導推進校の指定がされた。これらの改革が功を奏し、都立高校の東京大学現役合格者数をはじめとする進学実績は上昇傾向にあり、2007年度には独自入試や45分7時間制の導入などの改革を進め「都立復権」の象徴ともいわれる日比谷高校が東大に28名の合格者を輩出などして話題となった。日比谷高校は2018年に、東大合格者数で48年ぶりにトップ10入り（48名、第9位）を果たしている。
また、都立高校の再編も急速に進み、石原都知事の「下から順番に潰していく」という方針の下に、既存の都立高校統廃合計画がさらに加速され、各地区の中堅校～底辺校の多くが統廃合された。家政科などを中心とした職業科は大多数が廃止されたり、普通科や総合学科に統合されたりして、事実上の歴史的役割を終えた。
夜間定時制は昼間部と夜間部を併設する2～4部制の昼夜間定時制に再編したり、周辺校定時制課程に統合し閉課・廃止を行った。結果、立川高校や町田高校、農業高校のように全日制併設の夜間一部制でありながら、在籍生徒が300～400名程度の大規模な夜間定時制も生まれることになった。
一方、2019年（平成31年）度の都立高校入試で、日比谷高校が初めての二次募集を行ったり、高校授業料の実質無償化の私立高校への適用が始まった2020年（令和2年）度の都立高校一般入試では、全日制171校のうち47校が定員割れを起こしたりする事態が発生し、国立・私立高校との競合が増えている。中学受験の評論家おおたとしまさは、うのき教育学院の岡充彦の弁である「『都立復権』というのは『日比谷・西（・国立）復権』ということなのであり、都立高校全般を正しく評しているわけではありません」「都立上位校といえども難関大学の合格実績においては中学受験における中堅難易度の学校と同程度」との指摘を引用し、学校の格付に関する評論家島野清志は、私立高校の無償化に伴う公立高校離れを指摘している。

### 学生運動・高校紛争
1969年には、大学の学生運動などによる影響を受けて、いくつかの都立高校でも高校紛争が発生した。生徒らの要求行動で同年8月には青山高校で2か月間にわたり授業ができない状態となったほか、同年10月24日時点で生徒らによる施設の一部が封鎖（ロックアウト）が行われた都立高校、都立高専は、日比谷高校、玉川高校、南高校、桜町高校、文京高校、立川高校、航空工業高専に上った。これに対して東京都教育委員会は、学校長の異動や機動隊の導入を示唆するとともに、各校に対して指示に従わない生徒の退学、停学処分を行うよう通達を出した。日比谷高校では無期停学など50人が処分を受けた。こうして高校紛争は鎮圧され、沈静化していった。

### 年表
- 1994年
  - グループ合同選抜制度を廃止して単独選抜制度を導入する。
  - 内申の比重も各校の事情に合わせて設定できるようになった。
    - 特に2000年以降、内申点が相対評価から絶対評価に移行し学習進度を正確に表さなくなったために、独自に比重を設定する傾向が顕著になってきた。

  - 隣接学区枠を設ける。
- 1996年 - 推薦入学選抜を初めて実施。東京私立中学高等学校協会の反対もあり適性試験は行われず。
- 1999年 - 石原慎太郎が都知事に就任し石原都政が始まる。桐ケ丘をはじめとする「チャレンジスクール」、「エンカレッジスクール」、「トライネットスクール」などの支援教育を行う普通学校の設置が始まる（なお、消極的自由に重きを置く新宿山吹の設立は1991年）。
- 2001年 - 石原都政下、横山洋吉教育長により「進学指導重点校」を設け、第一号に日比谷・西・戸山・八王子東が指定される。「小尾通達」以来、およそ35年ぶりに公式に進学指導を打ち出す。都立各校の特色化を打ち出す中で進学指導も都民の多様なニーズに応える一つの施策として位置づけられる。2003年には第二号として国立・立川・青山が追加された。
- 2003年 - 学区を全廃[16]。
- 2005年 - 白鷗をはじめとする都立中高一貫校の設置が始まる。
- 2006年 - 都立初の中等教育学校（桜修館、小石川）が都立高校を母体として改組し開校。都立九段高校が千代田区立九段中等教育学校となる。
- 2007年 -「進学指導特別推進校」として小山台・駒場・新宿・町田・国分寺の5校が新たに追加された（扱いは基本的には進学指導重点校とほぼ同じ）。
- 2014年 -「自校作成問題」が「グループ作成問題」に変更される。（→ 2018年度に再び自校作成問題となる）
- 2016年
  - 「学力検査特別選考枠」（3教科加算入試）が廃止される[17][18][19]。
  - 換算内申が、実技4教科が2倍になる。
- 2022年 - この年をもって白鷗が高校募集を停止し、都立中高一貫校全てが完全中高一貫校となる。

## 都立の星
スポーツにおいては、それぞれの種目でスポーツ推薦に力を入れ全国大会で上位につけることで教育ビジネスの上で学校名を広告・宣伝する機会が増える。よって、私立学校を最も多く抱える東京では全国大会が始まった当初から現在まで早慶や日本大学の付属関係校等を代表に私立高校がスポーツ強豪校としてしのぎを削ってきた。また、東京都では公立高校に学校群制度を長らく設けて学校間格差をなくし同時に通学可能な範囲も限られていたために、学校側もスポーツにおいて有望な選手を積極的に集められなかった。
したがって、公立学校である都立高校が全国大会に出場することは極めて難しく、出場の可能性が出てくると「都立の星」と報道される場合がある。たとえば、全国大会の歴史が100年に及ぶ野球では、夏の甲子園出場経験があるのは通算で僅か3校（出場回数としては計4回）しかない。これは90年代まで日本大学系列高や帝京高、関東一高、早実高、創価高、国士舘高、修徳高などごく一部の野球強豪私立校に寡占され絶望的な出場確率であったためで、特に「都立の星」の用語が多用される。

### 硬式野球
全国高等学校野球選手権大会（夏の甲子園）の東京大会、東東京大会・西東京大会における都立高校の戦績 
ベスト8以上
- 城東（東東京）- 優勝（81回、83回）、ベスト4（98回、104回）、ベスト8（75回、89回、95回）
- 雪谷（東東京）- 優勝（85回）、準優勝（91回）、ベスト4（77回）、ベスト8（73回、82回、96回）
- 国立（西東京）- 優勝（62回）、ベスト4（31回、86回）、ベスト8（57回、64回）
- 小山台（東東京）- 準優勝（31回、100回、101回）、ベスト8（91回、94回、96回、97回、103回、104回）※ 春のセンバツ出場1回（86回）
- 東大和（西東京）- 準優勝（60回、67回）、ベスト8（57回、58回、61回、64回）
- 日比谷（東東京）- 準優勝（28回）、ベスト4（27回、29回）、ベスト8（25回、26回、30回、76回）
- 日野（西東京）- 準優勝（95回）、ベスト4（91回）、ベスト8（94回）
- 化学工（閉校）- ベスト4（22回、24回、26回）、ベスト8（20回、27回）
- 四商（西東京）- ベスト4（56回、77回）、ベスト8（36回、55回、80回）
- 小平（西東京）- ベスト4（87回、91回）、ベスト8（90回、96回）
- 小金井工（西東京）- ベスト4（60回、61回）、ベスト8（31回）
- 立川（西東京）- ベスト4（28回）、ベスト8（31回、38回、53回、60回、77回）
- 足立新田（東東京）- ベスト4（88回）、ベスト8（89回、90回、92回）
- 江戸川（東東京）- ベスト4（83回）、ベスト8（33回、95回、98回）
- 総合工科（西東京）- （旧世田谷工：ベスト4（56回）、ベスト8（60回、86回東東京））、ベスト8（91回）
- 八王子桑志（西東京）-（旧八王子工：ベスト4（43回）、ベスト8（67回）、旧二商：ベスト8（32回、34回））
- 五商（西東京）- ベスト4（44回）、ベスト8（41回、42回、43回）
- 片倉（西東京）- ベスト4（94回）、ベスト8（63回、100回）
- 昭和（西東京）- ベスト4（86回）、ベスト8（89回、97回）
- 富士森（西東京）- ベスト4（104回）、ベスト8（64回）
- 墨田工（東東京）- ベスト4（58回）、ベスト8（88回）
- 若葉総合（西東京）-（旧南野：ベスト4（69回）、ベスト8（72回））
- 篠崎（東東京）- ベスト4（97回）
- 町田総合（西東京）-（旧忠生：ベスト4（63回））
- 高島（東東京）- ベスト8（63回、69回、76回、101回）
- 国分寺（西東京）- ベスト8（72回、81回、84回、100回）
- 狛江（西東京）- ベスト8（84回、91回、103回）
- 文京（東東京）- ベスト8（104回、105回）
- 千歳丘（西東京）- ベスト8（71回、94回東東京）
- 大島（東東京）- ベスト8（79回、88回）
- 日野台（西東京）- ベスト8（84回、87回）
- 大泉（西東京）- ベスト8（77回、79回）
- 新宿（東東京）- ベスト8（61回、75回）
- 上水（西東京）- （旧武蔵村山東：ベスト8（68回）、旧砂川：ベスト8（70回））
- 戸山（東東京）- ベスト8（54回、56回）
- 豊多摩（西東京）- ベスト8（101回）
- 紅葉川（東東京）- ベスト8（92回）
- 富士（西東京）- ベスト8（89回）
- 小平南（西東京）- ベスト8（89回）
- 保谷（西東京）- ベスト8（87回）
- 八王子北（西東京）- ベスト8（85回）
- 足立西（東東京）- ベスト8（68回）
- 石神井（西東京）- ベスト8（44回）
- 葛飾野（東東京）- ベスト8（39回）
- 小石川（東東京）- ベスト8（28回）

### サッカー
全国高等学校サッカー選手権大会およびその前身大会（全国中等学校蹴球選手権大会等）出場経験のある都立高校
- 小山台 - 1936年
- 戦争のため大会開催なし - 1941～1945年
- 東京都選出代表校なし - 1946年
- 小石川 - 1947年
- 大会開催なし - 1948年
- 大泉 - 1949年 全国ベスト8
- 北園 - 1950年 全国ベスト8
- 東京都選出代表校なし - 1951年
- 大泉 - 1952年 全国ベスト8
- 豊多摩 - 1953年 1回戦敗退
- 久留米（東京Aブロック）- 1992年
- 駒場（東京Bブロック）- 1997年
- 久留米（東京Bブロック）- 2006年
- 三鷹（東京Bブロック）- 2007年 全国ベスト8
- 東久留米総合（東京Bブロック）- 2009年
- 駒場（東京Aブロック）- 2010年
- 東久留米総合（東京Bブロック）- 2011年
- 三鷹（東京Bブロック）- 2015年

※ 1981年以降東京はAブロックとBブロックの2ブロック制となる。
関東高等学校サッカー選手権大会（新人戦）出場経験のある都立高校
- 鷺宮（東京）- 1973年
- 久留米（東京Aブロック）- 1991年

※ 1981年以降東京はAブロックとBブロックの2ブロック制となる。

### ラグビー
全国高等学校ラグビーフットボール大会出場経験のある都立高校
- 千歳 - 1948年度1回戦敗退
- 千歳 - 1950年度1回戦敗退
- 豊多摩 - 1951年度2回戦敗退
- 日比谷 - 1959年度全国ベスト8

### 駅伝
全国高等学校駅伝競走大会出場経験のある都立高校
- 立川 - 1950年度第一回出場校
- 農林 - 1951年度第二回出場校[22]